# IC 5376
IC 5376 је спирална галаксија у сазвјежђу Андромеда која се налази на листи објеката дубоког неба у Индекс каталогу.
Деклинација објекта је + 34° 31' 33" а ректасцензија 0h 1m 19,9s. Привидна величина (магнитуда) објекта IC 5376 износи 13,8 а фотографска магнитуда 14,6. Налази се на удаљености од 71,007 милиона парсека од Сунца. IC 5376 је још познат и под ознакама UGC 12909, MCG 6-1-7, CGCG 517-13, KAZ 239, CGCG 518-8, PGC 102.